# علي عدنان الغريفي
السيّد علي عدنان شبر الغُريفي (21 يناير 1909 - 19 يونيو 1940) (29 ذو الحجة 1326 - 14 جمادى الأولى 1359) فقيه شيعي وشاعر عربي إيراني. ولد في مدينة المحمرة. تلقى علومه الأولى على يد والده عدنان الغريفي، كما تلقى عن علماء عصره منهم علي الملا، حسين المؤذن، وعيسى بن صالح الجزائري الذي كان وصيًا عليه بعد والده. كان يقوم بمهامه الشرعية، من وعظ وخطابة وإمامة، كما كان مدرسًا للعلوم الشرعية. على قصر عمره الذي عاشه، كان من نشطاء عصره في مجالات العلوم وشؤون الدين والأدب، شارك في العديد من الاحتفالات والمناسبات، وكان منزله ملتقى لطلاب العلم وذوي الحاجات. توفي في مسقط رأسه ودفن في مدينة النجف. له ديوان شعر طبع بعد وفاته وأرجوزة في 111 بيتًا بعنوان فصيح ثعلب ومؤلف بعنوان الرضى في شعر المرتضى وله حواشي على دواوين الشريف الرضي والمتنبي وأبحاث وفوائد في علم الهيئة. 

## سيرته
ولد علي بن عدنان بن شبر المقدسي الموسوي البحراني الغريفي في يوم التاسع والعشرين من شهر ذي الحجة من سنة 1326 / 21 يناير 1909 في مدينة المحمرة. والده هو عدنان الغريفي وعلي هو الابن الثالث له ووالدته فهي من بيت السيد عبد القاهر القاروني وهو بيت عريق وقد توفيت وعمره سنتان بعد ما وضعت شقيقه محمد علي فتكفلتهما خالتهما. 

توفي قبيل فجر يوم الخميس الرابع عشر من شهر جمادي الأولى سنة 1359 هـ/ 19 يونيو 1940 بسبب مرض ذات الرئة عن عمر لم يتجاوز الثلاثة والثلاثين في مسقط رأسه، ونقل جثمانه عن طريق البصرة إلى النجف ودفن فيها.

## شعره
لقد قال الغريفي قصائد كثيرة في موضوعات متعددة منها المدائح والمراثي والمراسلات والتهاني والمتفرقات والمقصورات. وإضافة إلى ديوانه فله ثلاث منظومات هي منظومة علم النَّفَس ومنظومة النكاح ومنظومة الحكمة. 

ذكره عبد العزيز البابطين في معجمه وقال «شاعر مناسبات ومراسلات، شعره غزير، نظمه في الأغراض المألوفة من مدح ورثاء وإخوانيات ومراسلات، أما مدائحه فجاءت في بعض شيوخه فضلاً عن مديحه لآل البيت، قدم لقصائده بالنسيب والغزل، لغته تراثية، وتراكيبه قوية، وصوره قليلة جزئية مثقلة بالمحسنات وتقوم على وحدة البيت، له مقطوعات غزلية تكشف عن حس وجداني وذائقة تراثية في تصويره لمعاني الحب ووصف الحبيبة، فيها لمحات من التجديد.»

## مؤلفاته
- منظومة في كتاب النكاح
- منظومة في الحكمة
- منظومة في علم النّفَس
- الرضى من شعر المرتضى